# Nova Palma

Mapa político de Nova Palma, Brasil.

Nova Palma es un municipio brasileño del estado de Rio Grande do Sul.
Se encuentra ubicado a una latitud de 29º28'18" Sur y una longitud de 53º28'08" Oeste, estando a una altitud de 117 metros sobre el nivel del mar. Su población estimada para el año 2004 era de 6.380 habitantes.
Ocupa una superficie de 352,15 km².
- Datos: Q1758164
- Multimedia: Nova Palma / Q1758164